# Joel Konzen
Joel Matthias Konzen (ur. 6 listopada 1950 w Oak Harbor) – amerykański duchowny katolicki, biskup pomocniczy Atlanty od 2018.

## Życiorys
Święcenia kapłańskie otrzymał 19 maja 1979 w zgromadzeniu marystów. Po krótkim stażu wikariuszowskim został pracownikiem zakonnej szkoły w Atlancie, był też przez kilka lat wikariuszem amerykańskiej prowincji marystów. W latach 1992–1997 kierował zakonną szkołą w Austin, a w 1999 powrócił do placówki w Atlancie i objął funkcję jej rektora.
5 lutego 2018 papież Franciszek mianował go biskupem pomocniczym Atlanty ze stolicą tytularną Leavenworth. Sakry udzielił mu 3 kwietnia 2018 arcybiskup Wilton Gregory.